# Kosmogenní nuklid
Kosmogenní radionuklid je radionuklid, který vzniká působením kosmického záření na jádra atomů.
Lze je rozlišovat podle místa vzniku: Atmosférické, jako například uhlík 14C, a pozemní, například berylium 10Be.

## Přirozená rovnováha
Nestabilní radionuklidy sice přirozeně zanikají, přeměňují se na jiné, zároveň však kosmické záření vytváří nové, z místních atomů, na které vysokoenergetické kosmické částice narazí. Oba tyto vlivy svými účinky například ustálí poměr koncentrací 14C:12C na dlouhodobě stabilní hodnotě, kterou lidstvo již zná a umí využívat, například pro radiokarbonové datování.
U pozemních radionuklidů je situace složitější tím, že, na rozdíl od atmosféry, se hmota přeměňuje na jiné radionuklidy jen na povrchu, po překrytí sedimenty ke vzniku nových v daném místě již nedochází, zas naopak na povrchu nové vrstvy, opět svrchní. Tím se přirozeně mění poměr koncentrací dvou radionuklidů stejného prvku: Nestabilní mizí podle svého poločasu rozpadu. A toto se děje nejen při již pri přítomném předmětu, který má být v dané vrstvě datován, nýbrž i v době před tímto předmětem: Bez vědomosti o sedimentárním vývoji tedy není takové datování možné: Jen jedním radionuklidem, například beryliem. Nicméně lze souběžně měřit i další radionuklidy, například hliník 27Al, a ze dvou poměrů koncentrací již lze usuzovat na ozářenost a radionuklidovou bohatost daného místa, tedy nakolik či jak dlouho byla vrstva vystavena záření, jako povrchová.